# Roca Bon: en busca de lo sublime (documental)
Roca Bon: en busca de lo sublime es una película documental española escrita y dirigida por Karlos Alastruey.

## Argumento
Sara, estudiante universitaria de arte, se siente atraída por el expresionismo abstracto de Nueva York, en concreto, por la obra de Mark Tobey. Sara comienza un trabajo sobre dicho movimiento y su influencia en autores actuales. Al realizar el trabajo, conoce la existencia del pintor catalán Roca Bon. Sara queda tan fascinada con la obra de Roca Bon que decide ir a visitarle a Cadaqués y Barcelona para indagar lo que le inspira y motiva para realizar su obra. Sara también busca algo que va más allá de la mera forma artística, algo que tiene que ver con la identidad humana.

## Ficha artística
- Ferrán Roca Bon (Roca Bon)
- Cristina Roldán (Sara)
- Beatriz Urzáiz (Profesora)

## Comentarios
"Roca Bon: en busca de lo sublime" es un documental sobre el pintor catalán Roca Bon y la conexión de su obra con el Expresionismo Abstracto de Nueva York. Se estrenó en el Brooklyn Arts Council Film Festival.

## Premios y candidaturas
Napa Sonoma Wine Country Film Festival
| Año  | Categoría         | Resultado |
| ---- | ----------------- | --------- |
| 2008 | Best Arts in Film | Ganadora  |

- Datos: Q6110217